# Zorodictyna oswaldi
Zorodictyna oswaldi är en spindelart som först beskrevs av Lenz 1891.  Zorodictyna oswaldi ingår i släktet Zorodictyna och familjen Zorocratidae.
Artens utbredningsområde är Madagaskar. Inga underarter finns listade i Catalogue of Life.